# توتوئیه
توتوئیه، روستایی داز توابع بخش پاریز شهرستان سیرجان در استان کرمان است.

## جمعیت
این روستا در  دهستان پاریز قرار دارد و براساس سرشماری مرکز آمار ایران در سال ۱۳۹۵، جمعیت آن ۱۷۹ نفر (۶۶ خانوار) بوده‌است.